# Renato Petronio
Renato Petronio   (Piran, 5 de febrer de 1891 - Portogruaro, 9 d'abril de 1976) fou un remer italià que va competir durant les dècades de 1920 i 1930.
El 1928 va prendre part en els Jocs Olímpics d'Amsterdam, on guanyà la medalla d'or en la prova del quatre amb timoner del programa de rem. Formà equip amb Valerio Perentin, Giliante D'Este, Nicolò Vittori i Giovanni Delise i n'era el timoner. El 1936, als Jocs de Berlín, va quedar eliminat en la repesca de la prova del quatre amb timoner del programa de rem.
En el seu palmarès també destaquen sis medalles al Campionat d'Europa de rem, quatre d'or, una de plata i una de bronze, entre 1929 i 1935, sempre en la prova dels quatre amb timoner.